# Fort Gambetta
La Feste Hindersin, rebaptisé fort Gambetta par les Français en 1919, est un ouvrage militaire situé près de Metz. Il fait partie de la première ceinture fortifiée des forts de Metz et connut son baptême du feu, fin 1944, lors de la bataille de Metz.

## Contexte historique
La première ceinture fortifiée de Metz se compose des forts de Saint-Privat (1870), de Queuleu (1867), des Bordes (1870), de Saint-Julien (1867), Gambetta, Déroulède, Decaen, de Plappeville (1867) et du Saint-Quentin (1867), la plupart inachevés ou simplement à l’état de projet en 1870, lorsque la Guerre Franco-prussienne éclate. Pendant l’Annexion qui suit cette guerre, Metz, dont la garnison allemande oscille entre 15 000 et 20 000 hommes au début de la période, et dépasse 25 000 hommes avant la Première Guerre mondiale, devient progressivement la première place forte du Reich allemand. Il faut donc achever ces fortifications.

## Construction et aménagements
Le fort Hindersin est conçu dans l’esprit des « forts détachés », concept développé par Hans Alexis von Biehler en Allemagne. Le but était de former une enceinte discontinue autour de Metz faite de forts d’artillerie espacés d’une portée de canons. Conçu pour compléter la ligne de défense au Nord de Metz, le Feste Hindersin est construit entre 1879 et 1881.

## Affectations successives
À partir de 1890, la relève dans les forts est assurée par les troupes du XVIe Corps d’Armée stationnées à Metz et à Thionville. Investi par l’armée française en 1919, le fort Hindersin est rebaptisé « fort Gambetta ». Il est repris en 1940 par les Allemands. L’armée allemande occupe le fort de 1940 à 1944. Le fort Gambetta est aujourd’hui désaffecté.

## Seconde Guerre mondiale
Le 2 septembre 1944, au début de la bataille de Metz, la vieille cité messine est déclarée forteresse du Reich par Hitler. La place forte doit donc être défendue jusqu’à la dernière extrémité par les troupes allemandes, dont les chefs ont tous prêté serment au Führer. Le commandement allemand intègre le fort Gambetta au dispositif défensif mis en place autour de Metz. Le lendemain, 3 septembre 1944, les troupes du général Krause prennent position sur une ligne allant de Pagny-sur-Moselle à Mondelange, en passant à l’Ouest de Metz par Chambley, Mars-la-Tour, Jarny et Briey. Après un premier repli opéré le 6 septembre 1944 sur les lignes allemandes, les troupes de la 462e Volksgrenadier division s’appuient maintenant solidement sur les forts de Metz.
L’offensive américaine, lancée le 7 septembre 1944 sur la ligne ouest des forts de Metz, tourne court. Les troupes américaines s’arrêtent finalement sur la Moselle, malgré la prise de deux têtes de ponts au sud de Metz. Buttant contre des forts mieux défendus qu’elles ne le pensaient, les troupes américaines sont maintenant à bout de souffle. Le général McLain, en accord avec le général Walker, décide de suspendre les attaques, en attendant de nouveaux plans de l’état-major de la 90e Infantry Division. Lorsque les hostilités reprennent, après un mois pluvieux, les soldats de la 462e Volks-Grenadier-Division tiennent toujours solidement les forts de Metz, même si les ravitaillements se font plus difficilement, sous les tirs d’artillerie et des bombardements fréquents.
En guise de prélude à l’offensive sur Metz, le 9 novembre 1944, l'Air Force envoie pas moins de 1 299 bombardiers lourds B-17 et B-24 déverser 3 753 tonnes de bombes, de 1 000 à 2 000 livres, sur les ouvrages fortifiés et les points stratégiques situés dans la zone de combat de la IIIe armée. La plupart des bombardiers ayant largué leurs bombes sans visibilité, à plus de 20 000 pieds, les objectifs militaires ont souvent été manqués. A Metz, les 689 chargements de bombes destinés à frapper sept forts de Metz, désignés comme des cibles prioritaires, ne font que des dégâts collatéraux, prouvant une fois de plus l’inadéquation des bombardements massifs sur des objectifs militaires.
Après plusieurs semaines de combats dans la région messine, les troupes américaines lancent l’assaut final sur Metz en novembre 1944. Le 15 novembre 1944, le 377e Infantry Regiment de la 95e division américaine, partie de Maizières-lès-metz, entre dans Woippy. Face à eux, des hommes du 1515e Grenadier-Regiment « Stössel » de la 462e Volksgrenadier division, renforcés par une compagnie de réserve du SS-Panzergrenadier Regiment 38, opposent une résistance désespérée. Ces combats de harcèlement se poursuivent toute la journée du 16 novembre. Le fort Gambetta est attaqué à son tour dans la journée par le  3e bataillon du 377e Infantry regiment. Dans la nuit du 16 novembre 1944, sous la pression des 377e et 378e régiments américains, les grenadiers allemands finissent par se replier en désordre sur Metz, abandonnant sur place, pièces d’artillerie, camions, stocks d’armement et mourants. Les combats sanglants se poursuivent le lendemain autour du fort, qui isolé et neutralisé, finit par se rendre.
Le fort Jeanne-d’Arc fut le dernier des forts de Metz à se rendre. La résistance allemande, déterminée, les intempéries et les inondations, inopportunes, ainsi qu’une tendance générale à mésestimer la puissance de feu des fortifications de Metz, ont contribué à ralentir l’offensive américaine, donnant l’occasion à l’armée allemande de se retirer en bon ordre vers la Sarre. L’objectif de l’état-major allemand, qui était de gagner du temps en fixant le plus longtemps possible les troupes américaines en avant de la ligne Siegfried, sera donc largement atteint.